# François Morin-Forestier
Pour les articles homonymes, voir Forestier et Morin.
 (février 2015).
François Morin, né le 27 avril 1910 à La Seyne-sur-Mer et mort le 10 mai 1980 à Paris, est un résistant français, fils de l'amiral Michel Morin et ancien élève de l'École polytechnique. 
Engagé dans la Résistance sous le pseudonyme de "François Forestier", il fut un membre éminent du mouvement de résistance Combat dès la fin de l'année 1940 dans la zone nord de la France. Par la suite, il occupa le poste de premier chef d'état-major de l'Armée Secrète, principalement à Lyon, avant de rejoindre Londres où il dirigea la "Délégation des mouvements de Résistance", une initiative voulue et créée par Henri Frenay.

## Biographie

### Famille
François Morin est élevé chez les jésuites de Saint-Louis-de-Gonzague. Il prépare son admission à l'École polytechnique au lycée Janson-de-Sailly. Polytechnicien, licencié es sciences, il entre chez Landry & Cie, entreprise de Célestin Montcocol, ami du maréchal Pétain, beau-père de Bernard Ménétrel.

### Combats de 1940
Officier de réserve, interprète auprès de la 1re division canadienne, officier de liaison du général Antoine Béthouart en Grande-Bretagne, Morin est démobilisé à Rabat le 14 août 1940.

### Occupation
Le 11 novembre 1940, Morin est de ceux qui organisent à Paris les manifestations commémoratives interdites par l'occupant. 
En juin 1941, il est mis en contact avec Elizabeth Dussauze qui le présente à Robert Guédon. En zone Nord, il est aux côtés du Groupe du musée de l’Homme, ensuite à Combat Zone Nord, jusqu’à leur anéantissement par la Geheime Feldpolizei auquel il échappe de justesse début 1942; en février 1942, Morin passe en zone libre en compagnie d'Henri Ingrand.
Survivant ainsi aux premières répressions, il prend immédiatement les fonctions de responsable militaire de « Combat ». À la fusion des mouvements de Résistance en zone Sud, fin 1942, il est désigné pour prendre les fonctions de premier chef d’état-major du général Charles Delestraint. Avec Raymond Aubrac, de Libération, il est alors de ceux qui travaillent le plus activement à la construction de l’Armée Secrète.
Tous deux sont arrêtés le 15 mars 1943, à Lyon. S’ensuivent plusieurs semaines dans la même cellule de la prison Saint-Paul, puis à l’hôpital de l’Antiquaille, avec Serge Ravanel, Maurice Kriegel-Valrimont et Raymond Hego. Le 24 mai, 10 jours après être lui-même sorti de prison grâce à l’action de sa femme, Lucie, Raymond Aubrac et elle font à leur tour évader ses codétenus, dont François. Considéré comme trop exposé pour rester en France, il est exfiltré après trois mois de cavale, par avion, vers Londres où Passy lui propose de rejoindre le BCRA.
À la demande de Frenay, François décline cette offre, pour prendre la tête de la « Délégation » des mouvements de Résistance. Il peut ainsi aider à mieux faire comprendre ce qu’était la Résistance - dont il devient à la fois un porte-parole, et « un observateur privilégié » (Henri Noguères), alors même que se mettent en place les acteurs de la Libération. En mars 1944, il est chef de la délégation de Londres du Commissariat des Prisonniers, Déportés et Réfugiés dirigé par Henri Frenay.
Après la guerre, et quelques missions officielles bien remplies, il reprend comme beaucoup d’autres la vie civile, avant de disparaître le 10 mai 1980.

## Décoration
- Titulaire de l'ordre de la Francisque[4].